# Субсидіарність
Субсидіа́рність (лат. subsidium — допомога; англ. subsidiarity) — організаційний і правовий принцип, згідно з яким Спільнота (наприклад, ЄС) вдається до будь-яких заходів лише в тому разі, якщо вони ефективніші за відповідні заходи на національному, регіональному або місцевому рівнях (виняток становлять сфери виняткової компетенції Спільноти); один з основоположних принципів Європейського Союзу. Означає постійне оцінювання обґрунтованості дій ЄС з погляду наявних можливостей на національному, регіональному та місцевому рівнях.

## Принцип субсидіарності у законодавстві ЄС
Принцип субсидіарності є відображенням політичної концепції, згідно з якою механізм управління суспільством має будуватися «знизу вгору»: всі проблеми, які можуть ефективно вирішуватися на місцях, повинні перебувати в компетенції муніципальних органів як найбільш близьких до населення. Якщо вони не можуть впоратись, то вирішення відповідних проблем має передаватися в компетенцію вищих (і більш віддалених від громадян) рівнів влади — регіонального, загальнодержавного та, нарешті, наднаціонального (наддержавного) в особі ЄС. Таким чином, кожен наступний рівень влади є допоміжним (субсидіарним) по відношенню до нижчого і вирішує тільки ті завдання, із якими він може впоратися найбільш ефективно.
Принцип субсидіарності закріплений в ст. 5 Договору ЄС.
Концепція субсидіарності отримала юридичне закріплення в нормативних актах ЄС, згідно з якою прийняття рішень в ЄС має бути в максимально можливій мірі наближена до громадян. Звідси випливає, що ЄС, навіть при наявності у нього законодавчих та інших повноважень, повинен утримуватися від втручання в ті питання суспільного життя, які не менш ефективно можуть бути вирішені центральними, регіональними або муніципальними органами держав-членів.
Амстердамський договір додав до Договору про заснування Європейської Спільноти Протокол про застосування принципів субсидіарності та пропорційності, де викладені керівні настанови щодо субсидіарності. Цей Протокол, після оновлення, стане додатком до європейської Конституції.

## Принцип субсидіарності у вченні церкви
Принцип субсидіарності є одним із основоположних (разом із принципами спільного блага та солідарності) у соціальному вченні (соціальній доктрині) католицької Церкви.
Загальнокатолицька соціальна доктрина, з якої плідно черпає і соціальне вчення УГКЦ, декларує, що члени політичної спільноти повинні шанувати автономію людини вже на рівні індивідувального буття. Для забезпечення такої можливості використовують принцип субсидіарності. Згідно з цим принципом, невиправданим є переймання спільнотою на себе того, що людина може здійснити самотужки, а також доручення розвинутішому суб'єкту того, з чим може впоратися менш розвинутий або нижче розташований суб'єкт.